# Zandt Ödön
Zandt Ödön (Pozsony, 1848. november 16. – Pozsony, 1912. november 14.) katolikus plébános és a papnevelő-intézet aligazgatója.

## Élete
A gimnáziumot szülőhelyén, úgyszintén 1867-től mint az Emericanum növendéke végezte ezen intézetet is. Teológiai tanulmányait Esztergomban végezte. 1872. június 19-én fölszenteltetett. Káplán volt Szentmihályfán; plébános 1878-tól Egyházaskarcsán. 1888-tól az Emericanum aligazgatója, 1893-tól a pozsonyi Szent Márton társaskáptalan kanonokja, 1894-től a Szent Márton székesegyház plébánosa és Pozsony város esperese volt. 1895-ben orodi címzetes prépost, 1906-ban őr-, és éneklő-, 1910-ben olvasókanonok lett, majd 1908-tól pápai praelatus.
Mint: Magyar Sion munkatársa könyvismertetéseket írt Karcsai név alatt. Cikke Uo. (1887. A kereszténység védelme dióhéjban.).

## Munkája
- A katholikus gyermeknevelés tízparancsolata. Katholikus szülők számára magyarázta Clericus Frigyes. Magyarította. Eger, 1886. (2. kiadás. Pozsony, 1900.)